# Patiño Alto
Patiño Alto ist eine Ortschaft im Departamento Cochabamba im südamerikanischen Andenstaat Bolivien.

## Lage im Nahraum
Patiño Alto ist eine Ortschaft des Kanton Icoya im Municipio Ayopaya in der Provinz Ayopaya. Die Ortschaft liegt auf einem Plateau in einer Höhe von 3443 m nordöstlich oberhalb des nach Südwesten fließenden Río Liphichi Mayu, der sich wenige Kilometer flussabwärts mit dem Río Chapi Chapini zum Río Leque vereinigt.

## Geographie
Patiño Alto liegt östlich des bolivianischen Altiplano in den östlichen Ausläufern der Serranía de Sicasica. Das Klima ist ein typisches Tageszeitenklima, bei dem die mittleren täglichen Temperaturschwankungen höher ausfallen als die jahreszeitlichen Schwankungen.
Die Jahresdurchschnittstemperatur der Region liegt bei etwa 6 °C (siehe Klimadiagramm Challa Grande) und schwankt nur unwesentlich zwischen 2 °C im Juni und Juli und gut 8 °C im November und Dezember. Der Jahresniederschlag beträgt etwa 650 mm, bei einer ausgeprägten Trockenzeit von Mai bis August mit Monatsniederschlägen unter 10 mm, und einer Feuchtezeit von Dezember bis Februar mit bis zu 155 mm Monatsniederschlag.

## Verkehrsnetz
Patiño Alto liegt in einer Entfernung von 163 Straßenkilometern westlich von Cochabamba, der Hauptstadt des Departamentos.
Von Cochabamba aus führt in westlicher Richtung die asphaltierte Nationalstraße Ruta 4 über die Städte Quillacollo und Parotani nach Pongo Kasa im kargen Bergland der Serranía de Sicasica und weiter über Challa Grande nach Caracollo an der Ruta 1. In Pongo Kasa zweigt eine unbefestigte Landstraße in nördlicher Richtung ab, erreicht über Villa Pereira und Chiñusivi nach 61 Kilometern Villa Hermosa und führt weiter nach Independencia, der Verwaltungshauptstadt der Provinz Ayopaya. In Villa Hermosa zweigt eine Nebenstraße nach Kami und Listeria ab und führt in Serpentinen hinab nach Patiño Alto und weiter in das Tal des Río Leque.

## Bevölkerung
Die Einwohnerzahl der Ortschaft hat sich im vergangenen Jahrzehnt verdreifacht:
| Jahr | Einwohner         | Quelle       |
| ---- | ----------------- | ------------ |
| 1992 | keine Detaildaten | Volkszählung |
| 2001 | 305               | Volkszählung |
| 2012 | 909               | Volkszählung |
| 2024 |                   | Volkszählung |

Der überwiegende Teil der örtlichen Bevölkerung gehört dem indigenen Volk der Quechua an, im Municipio Ayopaya sprechen 97,9 Prozent der Bevölkerung Quechua.